# Samba (telenovela)
Samba é uma novela iraquiana que estreou em 2011 no canal Al Sharqiya que se passa na cidade do Rio de Janeiro. A novela estreou como parte da programação especial do ramadão.
O elenco conta com os artistas iraquianos Ayad Radhi e a cantora Dali.  O ex-ator mirim brasileiro Edmundo Albrecht fez parte da produção.